# Regimiento monstruoso
Monstrous Regiment (traducido al español como  Regimiento Monstruoso) es la 31.ª novela de la saga de Mundodisco de Terry Pratchett, publicada en 2003, la cual ha sido publicada en español por Plaza & Janés en 2010. Esta es una novela independiente, aunque varios personajes aparecen en este libro, tanto de la Guardia de la ciudad de Ankh-Morpork, como del The Ankh-Morpok Times (cuya primera aparición es en La Verdad).

## Argumento
La historia comienza en Borogravia, un país conservador, donde su gente vive de acuerdo a las leyes (incrementalmente psicóticas) de Nuggan. Una de las cosas que están incluidas como "Una Abominación ante Nuggan" son los reinos-estado vecinos de Borogravia, que resulta en que Borogravia esté constantemente en estado de guerra. La gente ha dejado de rezarle a Nuggan, para empezar a rezarle a la Duquesa (la regente de Borogravia) que interceda entre ellos y el dios. 
La protagonista de la historia, es Polly Perks. El hermano de esta (Paul) ha desaparecido en acción mientras estaba en el ejército de Borogravia, por lo que se enlista para encontrarlo. Ya que las mujeres en el ejército son "Una Abominación ante Nuggan", Polly se disfraza de hombre (aun con el hecho de que el Transvestismo también es "Una Abominación ante Nuggan"), llamándose a sí misma Oliver (ver en Notas, la referencia al tema Polly Oliver). Quienes le hacen "Besar a La Duquesa" (el acto final del enrolamiento, besar una pintura de La Duquesa), son el corpulento Sargento Jackrum y el Cabo Strappi. Debido al faltante de tropas, también firman un Vampiro cinta negra llamado Maladict, un Troll, un Igor, y un par de personas más, cada uno en su búsqueda personal.
Mientras intentan infiltrarse en territorio enemigo, provocan un incidente que involucra al Príncipe Heinrich de Zlobenia (el regente del reino-estado con el que Borogravia está actualmente en guerra), que hace que sean intensamente buscados. Debido a la mediatización (por la participación de la gente del The Ankh-Morpok Times) se convierten en héroes y villanos, para toda la gente, tan lejos como lleguen los Clacks.

## Traducciones
- Regimiento Monstruoso (Español), ISBN 978-84-01-33758-1
- Чудовищна команда (Búlgaro)
- Podivný regiment (Checo), ISBN 80-7197-242-8
- Monsterlijk regiment (Holandés)
- Le Régiment monstrueux (Francés)
- Weiberregiment (Alemán)
- Potworny regiment (Polaco)